# Johan van Hasseltweg (straat)

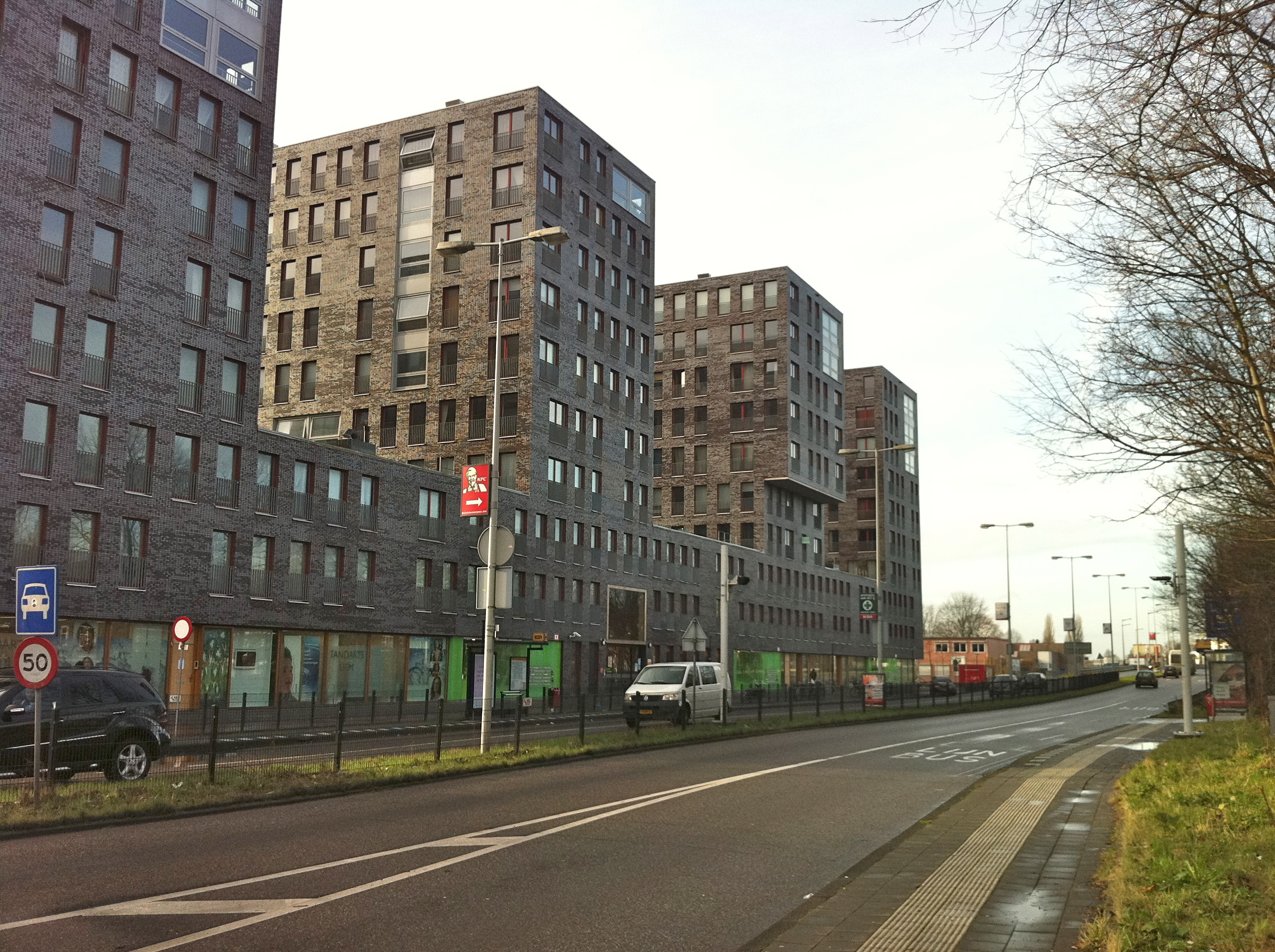
Gebouw De Albatros langs de Johan van Hasseltweg

De Johan van Hasseltweg is een drukke verkeersweg in Amsterdam-Noord, vernoemd naar de civiel ingenieur Johan van Hasselt. Hij was directeur van de Dienst der Publieke Werken in Amsterdam en ontwierp in die hoedanigheid in 1900 een kanaal voor Noord dat slechts ten dele werd aangelegd. Het middengedeelte van het kanaal zou het laatst aangelegd worden, maar het werd nooit gegraven. Hier werd in 1968 de hooggelegen Johan van Hasseltweg aangelegd noodzakelijk voor de aansluiting door middel van de brug 490 (Meeuwenei) op het IJtunnel-traject.

## S118

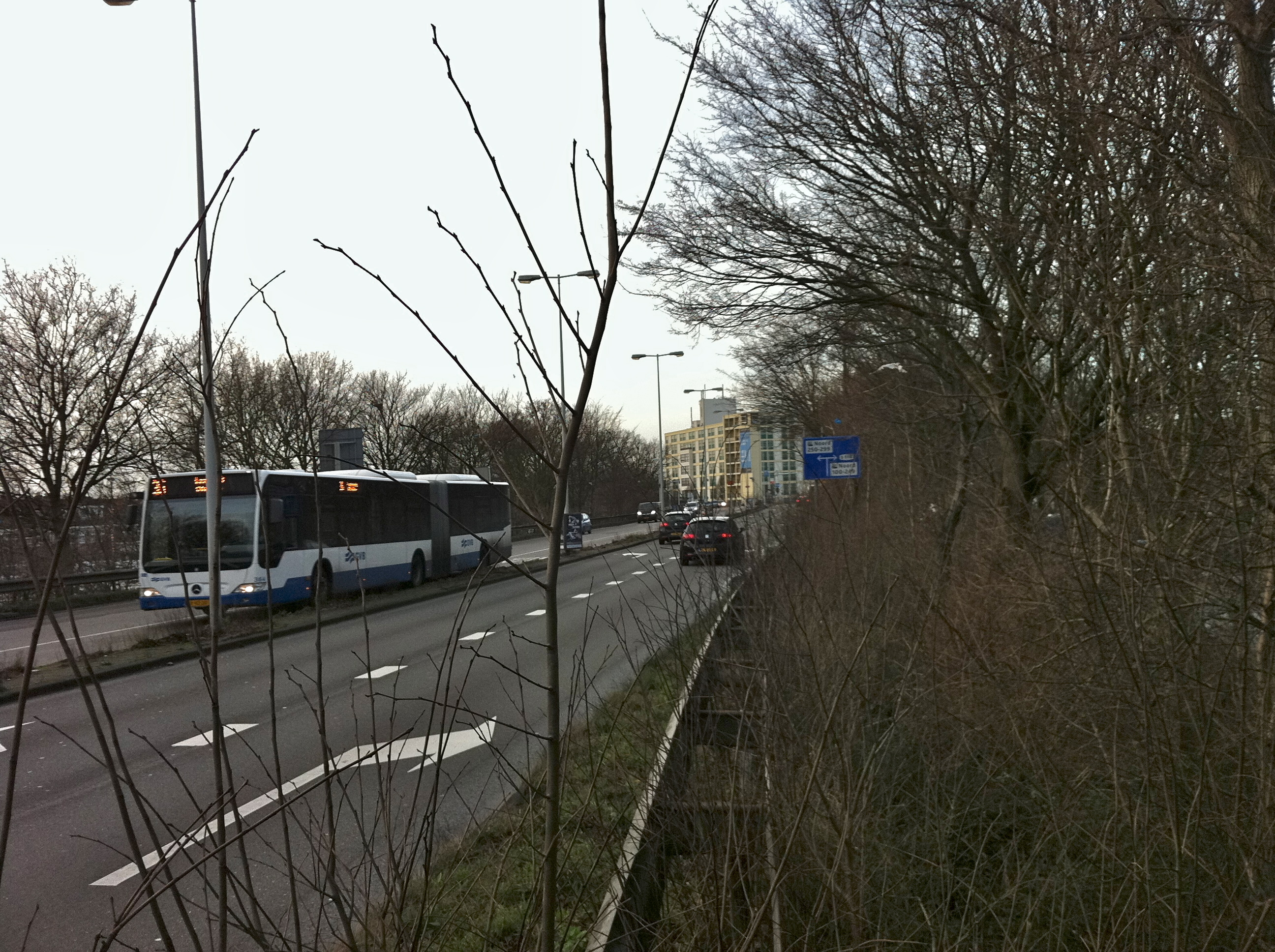
S118, op de achtergrond het voormalige ZAN.

De Johan van Hasseltweg kruist vanaf de Nieuwe Leeuwarderweg met de Meeuwenpleinbrug het Noord-Hollandsch Kanaal en komt uit op een T-splitsing op het Mosplein. Het maakt deel uit van de stadsroute S118, tussen de A10 en de S116. Dit is daarmee een belangrijke route voor het wegverkeer tussen de binnenstad via de IJ-tunnel en verschillende bedrijventerreinen en wijken in Amsterdam-Noord, zoals de Molenwijk, Tuindorp Oostzaan, Banne Buiksloot, Floradorp, Bloemenbuurt en Van der Pekbuurt.

## Bij de Meeuwenlaan
Aan de oostzijde van de Nieuwe Leeuwarderweg zorgt de Johan van Hasseltweg voor de aansluiting van de Vogelbuurt, Tuindorp Buiksloot, Nieuwendam en andere wijken en bedrijventerreinen in Amsterdam-Noord op de Nieuwe Leeuwarderweg en IJ-tunnel.

## Het kanaal dat er nooit kwam
De Johan van Hasseltweg is gebouwd op een strook ingepolderd land in de Nieuwendammerham en de Buiksloterham waar de gemeente Amsterdam een nieuw kanaal had bedacht voor het scheepvaartverkeer. Door dit Johan van Hasseltkanaal of Hoofdkanaal zou een oeververbinding kunnen worden gebouwd over het IJ tussen de binnenstad en Amsterdam-Noord. Daarvoor was wel verplaatsing nodig van de Willem I-sluis bij de Tolhuistuin, wat het Rijk voor diens rekening zou moeten nemen. Aan de west- en de oostkant werd in 1908 al een begin gemaakt met de aanleg van het kanaal. In afwachting van een besluit van het rijk bleef de strook land onbebouwd. Hier kwam bijvoorbeeld voorlopig een sportpark op het Mosveld.

## Nieuwe bebouwing
Het hele plan voor een kanaal bleek te optimistisch. In Den Haag was er nimmer genoeg steun om het rijk deze hoge kosten te laten dragen, opdat de gemeente Amsterdam kon besparen op een vaste oeververbinding over het IJ. In 1915 leek de gemeente Amsterdam de hoop al te hebben opgegeven, toen een nieuw bestemmingsplan voor dit gebied werd vastgesteld, waarin de resterende ruimte werd bestemd voor een deel van het Volewijkspark en sportterreinen. Ondertussen werden de zeeschepen en binnenvaartschepen steeds groter, en kwam men medio jaren 30 tot het inzicht dat dit kanaal veel te smal zou zijn. In het Algemeen Uitbreidingsplan van 1935 was daarom rekening gehouden met een noordelijker tracé voor een groter kanaal. Het oude plan voor een nieuw kanaal verdween in een la, en de gemeente Amsterdam liet de beperkingen varen, die decennialang tegenhielden dat op dit tracé gebouwd zou worden. Een van de eerste gebouwen die hier verrees, was het Ziekenhuis Amsterdam-Noord in 1965.

## Weg sinds 1968
Sinds 1968 wordt het Mosveld maar ook het Mosplein doorsneden door de Johan van Hasseltweg en de aansluiting hierop (De Bult genoemd), waarvan het verkeer uit de richting van de Zaanstreek gebruik moest maken om via de IJ-tunnel naar de Amsterdamse binnenstad en verdere bestemmingen te reizen. Sinds 2006 staat aan de oostzijde van de weg een groot en opvallend wooncomplex, genaamd De Albatros, met 130 appartementen en parkeergarage, ruimtes voor buurtactiviteiten en commerciële voorzieningen. Het is gebouwd door Woningstichting De Key/De Principaal.
Op het kruispunt met de Nieuwe Leeuwarderweg is het metrostation Noorderpark gebouwd, dat op 22 juli 2018 ingebruik  kwam. Dit station was tot maart 2012 bekend onder de werknaam Johan van Hasseltweg. In verband hiermee is het Meeuwenei totaal veranderd en zijn de op en afritten allemaal naar de noordzijde verplaatst met een haarspeldbocht van en naar het centrum.

## Kunstwerken
De Johan van Hasseltweg bestaat heeft in het westelijk deel een aantal bouwkundig kunstwerken, die eigenlijk alle op elkaar aansluiten. Van west naar oost:
- Brug 437, onder de Johan van Hasseltweg voor voetgangers en fietsers
- Brug 438, zestig meter lang viaduct in de Johan van Hasseltweg
- Brug 494, viaduct over de Wingerdweg
- Brug 491 over het Noordhollandsch Kanaal, autoverkeer
- Jip Golsteijnbrug (brug 968) over het Noordhoollandsch Kanaal voor voetgangers en fietsers
- brug 490 over de Nieuwe Leeuwarderweg
- brug 493 over Adelaarsweg

### Javabrug / Oostbrug
In 2020 werd bekend dat het oostelijk deel van de Johan van Hasseltweg werd gezien als de locatie voor de bouw van een nieuwe fiets- en voetgangersbrug over het IJ naar het Amsterdam-Oost, ongeveer volgens de route van het huidige Oostveer. Eerder was de locatie voor deze brug gepland vanaf de kop van het Java-eiland maar een commissie onder leiding van de Belgische hoogleraar D'Hooghe adviseerde de brug van het Azartplein richting de Johan van Hasseltweg te laten lopen. Begin 2021 werd dit advies overgenomen door het stadsbestuur.